# ستوتشوف
ستوتشوف (بالألمانية: Stochau)‏ هي مدينة في إقليم بوهيميا الوسطى, في جمهورية التشيك.تقع على بعد 11 كم غرب مدينة كلادنو ويبلغ عدد سكانها 5,397 (2005).

## وصلات خارجية
- [https://www.stochov.cz/ الموقع الرسمي (بالتشيكية)

]